# Mélisey (Yonne)
Mélisey è un comune francese di 302 abitanti situato nel dipartimento della Yonne nella regione della Borgogna-Franca Contea.

## Società

### Evoluzione demografica
Abitanti censiti